# بروس هانتر (شناگر)
بروس هانتر (به انگلیسی: Bruce Hunter) (زادهٔ ۶ ژوئیهٔ ۱۹۳۹) شناگر اهل ایالات متحده آمریکا است.